# Бекман, Гэри
Гэри Майкл Бекман (англ. Gary Michael Beckman; род. 1948) — хеттолог, профессор Мичиганского университета, автор нескольких трудов по хеттологии. Его книги «Hittite Diplomatic Texts» and «Hittite Myths» издавались дважды — в 1991 и в 1999 годах. Является редактором книги, посвященной шестидесятипятилетию со дня рождения Г. Хоффнера.
В 2003 году Г. Бекман выступил в роли научного консультанта на съемках фильма «Hititler», в котором повествуется о культуре и истории хеттов.

## Работы
- Texts from the Vicinity of Emar in the Collection of Jonathan Rosen, (Padova: Sargon, 1996).
- Catalogue of the Babylonian Collections at Yale. II. Old Babylonian Archival Texts in the Nies Babylonian Collection. (Bethesda, MD: CDL Press, 1995).
- Hittite Diplomatic Texts. Writings from the Ancient World, Volume 7. (Atlanta, GA: Scholars Press, 1996) [second Edition, 1999].
- The Epic of Gilgamesh (Norton Critical Editions), with Benjamin R. Foster and Douglas Frayne (New York: W. W. Norton, 2001).
- Catalogue of the Babylonian Collections at Yale. 4.Old Babylonian Archival Texts in the Yale Babylonian Collection (Bethesda, MD: CDL Press, 2000).
- Hittite Myths, (co-editor), Scholars Press; 2nd edition (1991)